# Clasificación de IQ
La clasificación del IQ (intelligence quotient o ‘cociente intelectual’, a veces llamado erróneamente ‘coeficiente intelectual’) es la práctica de clasificar la puntuación obtenida en pruebas de cociente intelectual con etiquetas categóricas como «superior» o «promedio».
No todos los autores utilizan exactamente las mismas etiquetas de clasificación, lo que ha ocasionado varios cambios en la clasificación, a lo largo del tiempo desde los inicios de las pruebas de inteligencia en el siglo XX.
Las puntuaciones del cociente intelectual (IQ) han derivado de dos métodos diferentes desde los inicios de las pruebas de habilidades cognitivas. Históricamente el primer método fue el «radio de IQ», basado en el estimado de la «edad mental» del evaluado (redondeado a un número específico de años y meses), el cual era dividido entre la «edad cronológica» de la persona. Por ejemplo, el puntaje de la edad mental de alguien de trece años y cero meses para una persona evaluada con la edad cronológica de diez años y cero meses resulta en un cociente de 1.3 después de haber hecho la división. Entonces el resultado de la división se multiplica por 100 y entonces el puntaje puede ser reportado sin puntos decimales. Así el puntaje en el ejemplo sería reportado como un IQ de 130.
Ahora el método utilizado para todas las pruebas de cociente intelectual es la «desviación de IQ». En este método, un puntaje de IQ de 100 significa que el desempeño del evaluado en la prueba es un nivel medio de desempeño en comparación a la muestra de evaluados de la misma edad, utilizados para estandarizar la prueba. Un puntaje de IQ de 115 significa encontrarse una desviación estándar arriba del promedio, un puntaje de 85 se encuentra una desviación estándar por debajo del promedio, y así sucesivamente.
Lewis Terman y otros autores contemporáneos de pruebas de IQ notaron que la mayoría de los puntajes de IQ en niños obtienen aproximadamente el mismo puntaje por medio de cualquier procedimiento.
La desviación del IQ ahora se utiliza para estandarizar los puntajes de todas las pruebas de IQ. Esto permite en gran medida una definición coherente de IQ tanto para adultos como para niños. De acuerdo a la definición actual de la «desviación de IQ» en las escalas estandarizadas, alrededor de dos terceras partes de todos los evaluados obtienen puntajes entre los 85 y 115, y alrededor del 15 % de la población obtiene un puntaje arriba de los 115.

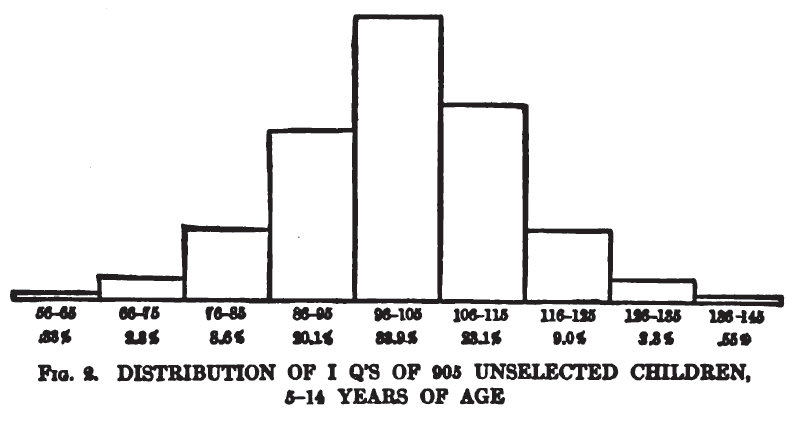
Gráfico de distribución de puntajes para una muestra de 905 niños evaluados en la prueba Stanford-Binet de 1916

Históricamente, incluso antes de que se inventaran las pruebas de IQ, hubo intentos por clasificar a las personas en categorías o niveles de inteligencia por medio de la observación de su comportamiento en la vida cotidiana.
Estas otras formas de observar el comportamiento aún siguen siendo importantes para validar las clasificaciones basadas principalmente en los puntajes de pruebas de IQ. Ambas, la clasificación de inteligencia por medio de la observación del comportamiento y la clasificación por medio de las pruebas de IQ, dependen de la definición de inteligencia y en la confiabilidad de la estimación del procedimiento de clasificación.
Todas las pruebas de IQ muestran variación en los puntajes, incluso cuando la misma persona toma la prueba una y otra vez.
Los puntajes de IQ también difieren al momento de tomar pruebas de más de un autor en la misma edad.
Los diferentes autores no utilizan los mismos nombres o definiciones para las clasificaciones de los puntajes de IQ. Todos estos inconvenientes deben ser tomados en cuenta al momento de interpretar el resultado y el puntaje del IQ de una persona, ya que puede resultar encontrarse en diferentes clasificaciones de cociente intelectual en tiempos diferentes.

## Varianza en la clasificación individual del IQ
Las puntuaciones de CI pueden diferir en cierta medida por la misma persona en diferentes pruebas de CI, por lo que una persona no siempre pertenece a la misma gama de puntuación de CI cada vez que la persona se pone a prueba. (IQ datos de la tabla de partitura y seudónimos alumno adaptados de descripción del estudio normalizar KABC-II citadas en Kaufman 2009).
| Pupil   | KABC-II | WISC-III | WJ-III |
| ------- | ------- | -------- | ------ |
| Masher  | 90      | 95       | 111    |
| Brianna | 125     | 110      | 105    |
| Colin   | 100     | 93       | 101    |
| Adeh    | 116     | 127      | 118    |
| Elpha   | 93      | 105      | 93     |
| Fritz   | 106     | 105      | 105    |
| Georgi  | 95      | 100      | 90     |
| Héctor  | 112     | 113      | 103    |
| Imelda  | 104     | 96       | 97     |
| José    | 101     | 99       | 86     |
| Keoku   | 81      | 78       | 75     |
| Leo     | 116     | 124      | 102    |

Generalmente las pruebas de IQ son lo suficientemente confiables porque la mayoría de las personas de diez o más años de edad tienen puntajes similares a lo largo de su vida.
Sin embargo, en algunos individuos, el puntaje varía cuando realizan la misma prueba en momentos diferentes o cuando toman más de una prueba de IQ diferente a la misma edad.
Por ejemplo, varios niños en el famoso estudio «Genetic Studies of Genius» iniciado en 1921 por Lewis Terman, mostró declives en el puntaje de los niños conforme fueron creciendo.
Terman reclutó algunos pupilos basándose en las remisiones de maestros, y les dio su prueba de cociente intelectual Stanford-Binet. En el estudio también se incluyeron niños con un IQ arriba de los 140 puntos. Hubo 643 niños en total para el grupo de estudio. Cuando los estudiantes que pudieron ser contactados de nuevo (503) fueron examinados nuevamente a la edad en que se encontraban en la escuela secundaria, se encontró que habían bajado 9 puntos en la escala de IQ en promedio con la prueba Stanford-Binet. Más de dos docenas de niños bajaron hasta 15 puntos en la escala de IQ y seis alrededor de 25 puntos. Según los padres de estos niños, pensaron que durante este período seguían siendo igual de inteligentes e incluso más inteligentes que antes.
Ya que todas las pruebas de cociente intelectual tienen un margen de error en la medida del puntaje de los evaluados, los aplicadores deben siempre informar al evaluado sobre el intervalo de confiabilidad del puntaje obtenido en el momento de aplicar cada prueba.
Los puntajes de IQ son escalas ordinarias y no se expresan en una unidad de medida de intervalos específica.
Por otro lado, el error es inherente en cualquier puntaje de pruebas de IQ porque las pruebas son muestras de comportamientos aprendidos, las puntuaciones de IQ pueden estar sesgadas debido a que los aplicadores no siguen adecuadamente los procedimientos de aplicación y evaluación. En algunos casos donde hay errores por parte de los aplicadores, usualmente el resultado es que los puntajes son muy indulgentes, otorgándole al evaluado un puntaje más alto de lo que el examinador reporta. Algunos examinadores fallan al mostrar un «efecto halo», teniendo individuos con puntajes bajos obteniendo incluso puntajes más bajos de los procedimientos estandarizados, mientras que los individuos con puntajes altos reciben puntajes inflados.
Las clasificaciones individuales de IQ también varían gracias a las etiquetas que se le otorgan de acuerdo a la categoría, ya que los rangos de puntajes son específicos para cada tipo de prueba. Los autores de las distintas pruebas no tienen una práctica uniforme para etiquetar los rangos de puntaje de IQ, tampoco tienen una práctica coherente para dividir los rangos de puntuación de IQ en categorías de la misma medida o dentro del límites de puntuaciones.
De esta manera, los psicólogos deben especificar qué prueba fue aplicada al momento de reportar el puntaje de un evaluado.
Los psicólogos y autores de pruebas de cociente intelectual recomiendan que los psicólogos adopten la terminología de cada prueba publicada al momento de reportar los rangos de puntuaciones.
La clasificación de IQ obtenida de las pruebas no expone una verdad absoluta de cómo es en realidad la persona evaluada, ya que no es la única información que debe ser considerada para etiquetarlo o asumir su desempeño en la escuela o en un trabajo. Aún existe una escasez de información sobre cómo el comportamiento difiere entre personas con puntajes distintos de IQ.
Para la selección de programas escolares, o diagnósticos médicos y asesoramiento en vocación, se deben considerar otros factores adicionales al IQ para la evaluación del individuo.

La lección aquí es que los sistemas de clasificación son arbitrarios y cambian al antojo de los autores de la prueba, los cuerpos gubernamentales u organizaciones profesionales. Son conceptos estáticos y no corresponden en ningún sentido a las capacidades específicas de una persona en particular con un cierto IQ. Los sistemas de clasificación proveen etiquetas descriptivas que pueden ser útiles para propósitos comunicativos en un reporte de caso o una conferencia.

## Tablas de clasificación de acuerdo con varias pruebas de IQ
Existe una variedad de pruebas de IQ administradas individualmente para el uso en países de habla inglesa.
No todos los resultados se reportan como IQ, pero ahora la mayoría reporta una puntuación estándar con un puntaje promedio de 100. Cuando el puntaje de una persona evaluada es mayor o menor que la escala promedio, la puntuación se indica como 15 puntos de diferencia en la escala estándar, ya sea arriba o abajo, para cada desviación estándar y la diferencia es arriba o abajo del desempeño del evaluado en la prueba.

### Escala de inteligencia Wechsler
La escala de inteligencia Wechsler originalmente fue desarrollada a partir de escalas de inteligencia previas diseñadas por David Wechsler. La primera prueba publicada de Wechsler fue la Escala Wechsler-Bellevue en 1939.
La prueba Wechsler para niños y para adultos son las pruebas individuales utilizadas más frecuentemente en los países de habla inglesa
y en sus versiones traducidas son probablemente las más usadas alrededor en el mundo.
Las pruebas Wechsler han sido reconocidas como la estandarización principal en pruebas de IQ.
La «escala de inteligencia Wechsler para adultos, cuarta edición» (WAIS-IV) fue publicada en 2008 por Psychological Corporation.
La «escala de inteligencia Wechsler para niños, cuarta edición» (WISC-IV) fue publicada en 2003 por Psychological Corporation, y la «escala de inteligencia Wechsler para preescolar y primaria, cuarta edición» fue publicada en 2012 por Psychological Corporation.
Como cualquier prueba de IQ, las pruebas Wechsler reportan una «desviación de IQ» como la puntuación estándar para la escala completa de IQ, con la estandarización de la muestra el promedio de puntuación se define con 100 puntos y una desviación estándar mayor definida con 115 (y una desviación estándar menor definida con 85).
| Rango de IQ (desviación IQ) | Clasificación de IQ |
| --------------------------- | ------------------- |
| 130 y superior              | muy superior        |
| 120-129                     | superior            |
| 110-119                     | arriba del promedio |
| 90-109                      | promedio            |
| 80-89                       | retrasado           |
| 70-79                       | inferior            |
| 69 e inferior               | deficiente          |

Algunos psicólogos han propuesto un lenguaje alternativo para la escala de inteligencia de Wechsler.
Especialmente para el término «inferior» ya que puede implicar estar muy cerca a ser intelectualmente discapacitado.
| Rango de IQ correspondiente | Clasificaciones     | Términos más neutrales    |
| --------------------------- | ------------------- | ------------------------- |
| 130+                        | muy superior        | muy superior              |
| 120-129                     | superior            | normal superior           |
| 110-119                     | arriba del promedio | arriba del promedio       |
| 90-109                      | promedio            | promedio                  |
| 80-89                       | abajo del promedio  | abajo del promedio        |
| 70-79                       | inferior            | normal abajo del promedio |
| 69 e inferior               | deficiente          | deficiente                |

### Escala de inteligencia de Stanford-Binet, quinta edición
La quinta edición de la Escala de Stanford-Binet (SB5) fue desarrollada por Gale H. Roid y publicada en 2003 por Riverside Publishing.
A diferencia de las puntuaciones en versiones anteriores de la prueba Stanford-Binet, la puntuación (SB5) de IQ es la desviación en la que cada desviación estándar mayor o menor de la media de la muestra son 15 puntos de la puntuación promedio, un IQ de 100, justo como las puntuaciones estándar en las pruebas Wechsler.
| Rango de IQ (desviación IQ) | Clasificación de IQ                   |
| --------------------------- | ------------------------------------- |
| 145-160                     | muy dotado o altamente avanzado       |
| 130-144                     | dotado o muy avanzado                 |
| 120-129                     | superior                              |
| 110-119                     | arriba del promedio                   |
| 90-109                      | promedio                              |
| 80-89                       | abajo del promedio                    |
| 70-79                       | al límite de una alteración o retraso |
| 55-69                       | con un leve daño o retraso            |
| 40-54                       | moderadamente con un daño o retraso   |

### Prueba de habilidades cognitivas Woodcock-Johnson
La «prueba de habilidades cognitivas de Woodcock-Johnson III» (WJ III NU) fue desarrollada por Richard Woodcock, Kevin McGrew y Nancy Mather y fue publicada en 2007 por Riverside.
Se debe tomar en cuenta que la clasificación WJ III no se aplica al mismo rango de puntuaciones que la escala de las pruebas Wechsler o las Stanford-Binet.
| Puntuación de IQ | Clasificación WJ III |
| ---------------- | -------------------- |
| 131 y superior   | muy superior         |
| 121-130          | superior             |
| 111-120          | arriba del promedio  |
| 90-110           | promedio             |
| 80-89            | abajo del promedio   |
| 70-79            | bajo                 |
| 69 e inferior    | muy bajo             |

### Prueba Kaufman
La prueba de inteligencia Kaufman para adolescentes y adultos fue desarrollada por Alan S. Kaufman y Nadeen L. Kaufman y publicada en 1993 por el Servicio de Orientación de Estados Unidos (en inglés, American Guidance Service).
Las puntuaciones de la prueba Kaufman «son clasificadas de forma simétrica y no evaluativa»,
en otras palabras, los rangos de puntuaciones para la clasificación son tan amplias tanto arriba como por debajo del promedio, y las etiquetas de clasificación no proponen evaluar al individuo.
| 130 y superior | en extremo superior         |
| 120-129        | muy por encima del promedio |
| 110-119        | arriba del promedio         |
| 90-109         | promedio                    |
| 80-89          | abajo del promedio          |
| 70-79          | muy por debajo del promedio |
| 69 e inferior  | en extremo por debajo       |

La batería de evaluación Kaufman para niños, segunda edición fue desarrollada por Alan S. Kaufman y Nadeen L. Kaufman y publicada en 2004 por el Servicio de Orientación de Estados Unidos (American Guidance Service).
| Rango de puntuaciones estándar | Nombre de la categoría |
| ------------------------------ | ---------------------- |
| 131-160                        | en extremo superior    |
| 116-130                        | arriba del promedio    |
| 85-115                         | rango promedio         |
| 70-84                          | abajo del promedio     |
| 40-69                          | en extremo por debajo  |

### Sistema de evaluación cognitiva
El «sistema de evaluación cognitiva Das-Naglieri» fue desarrollado por Jack Naglieri y J. P. Das y publicada en 1997 por Riverside.
| Puntajes estándar | Clasificación               |
| ----------------- | --------------------------- |
| 130 y superior    | muy superior                |
| 120-129           | superior                    |
| 110-119           | arriba del promedio         |
| 90-109            | promedio                    |
| 80-89             | Por debajo del promedio     |
| 70-79             | Abajo del promedio          |
| 69 e inferior     | Muy por debajo del promedio |

### Escalas de capacidad diferencial
La «Escala de habilidades diferenciales, segunda edición» (DAS-II) fue desarrollada por Colin D. Elliott, y publicada en 2007 por Psychological Corporation.
La escala DAS-II es una batería de pruebas aplicada individualmente a niños, estandarizada para niños de entre dos años y medio y diecisiete años con once meses.
Fue estandarizada con una muestra de 3480 niños en ese rango de edad y de habla inglesa.
La escala DAS-II produce una GCA (conceptualización general de habilidades) en una escala de puntajes como los puntajes de IQ con el promedio de puntajes estándar de 100 y 15 puntos para cada desviación estándar arriba o debajo del promedio.
La puntuación GCA más baja posible en la DAS-II es de 44, y la más alta de 175.
| GCA     | Clasificación de conceptualización general de habilidades |
| ------- | --------------------------------------------------------- |
| ≥ 130   | muy superior                                              |
| 120-129 | superior                                                  |
| 110-119 | arriba del promedio                                       |
| 90-109  | promedio                                                  |
| 80-89   | abajo del promedio                                        |
| 70-79   | inferior                                                  |
| ≤ 69    | muy inferior                                              |

### Escala de habilidades intelectuales Reynolds
La RIAS (escala de habilidades intelectuales Reynolds) fue desarrollada por Cecil Reynolds y Randy Kamphaus. La escala RIAS fue publicada en 2003 por la editorial Psychological Assessment Resources.
| Rango de puntajes de la prueba de inteligencia | Descripción verbal                     |
| ---------------------------------------------- | -------------------------------------- |
| ≥ 130                                          | significativamente arriba del promedio |
| 120-129                                        | moderadamente arriba del promedio      |
| 110-119                                        | arriba del promedio                    |
| 90-109                                         | promedio                               |
| 80-89                                          | abajo del promedio                     |
| 70-79                                          | moderadamente abajo del promedio       |
| ≤ 69                                           | significativamente abajo del promedio  |

## Tablas de clasificación de IQ históricas

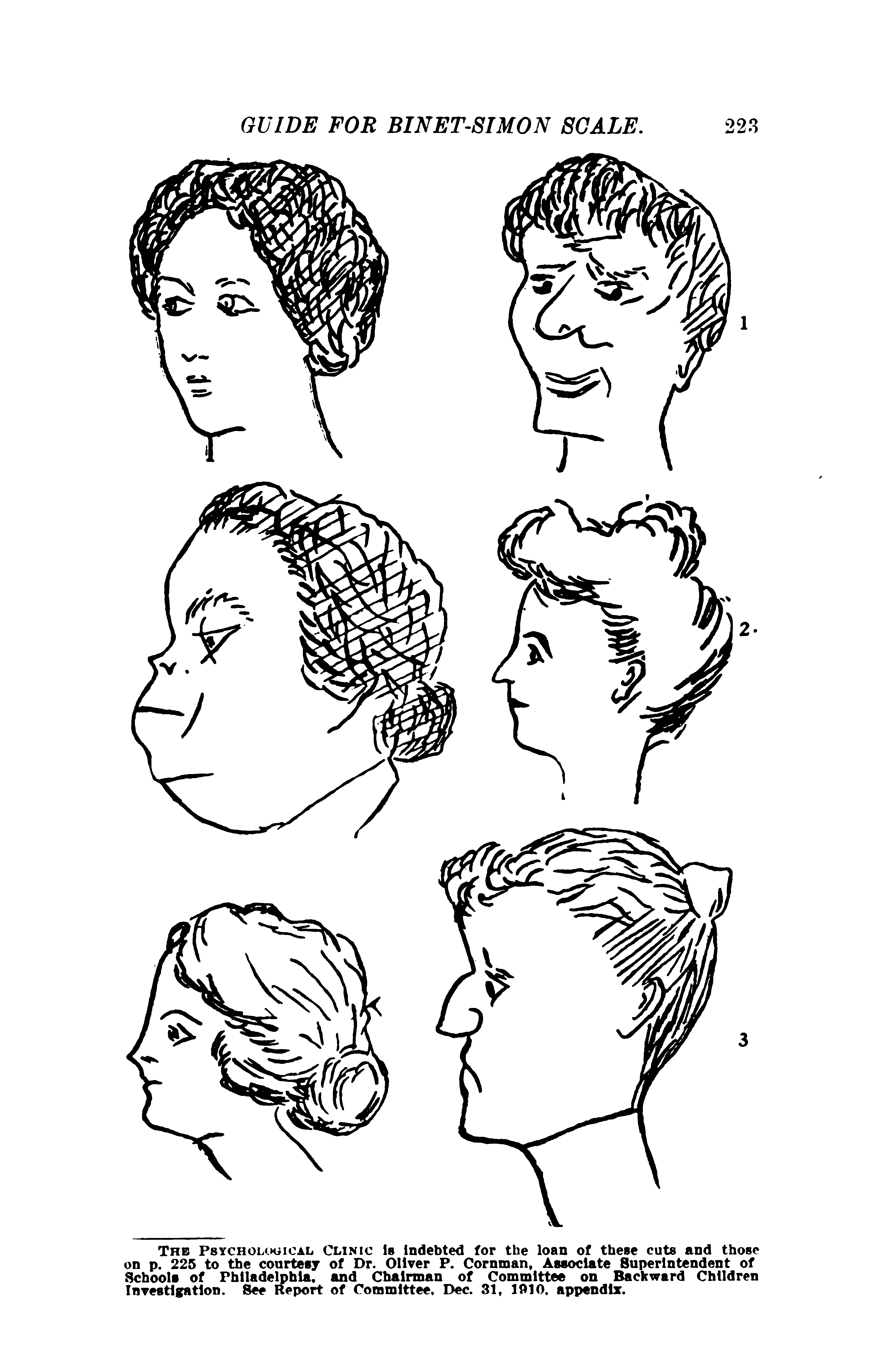
La reproducción de un elemento de la escala de inteligencia de Binet- Simon 1908, que muestra tres pares de imágenes, de las que se le pide al niño probado, «¿Cuál de estas dos caras es la más bonita?» Reproducido del artículo «Una guía práctica para la administración de la escala Binet-Simon para la medición de la inteligencia» de J. W. Wallace Wallin en la edición de marzo de 1911 de la revista Clínica Psicológica (volumen 5, número 1), de dominio público.

Lewis Terman, creador de la escala de inteligencia Stanford-Binet, basó su prueba en inglés de IQ en la prueba en francés Binet-Simon elaborada por Alfred Binet. 
Terman creía que su prueba medía la «inteligencia general», constructo definido por Charles Spearman (1904).
Terman difería de Binet al reportar puntajes en su prueba en la forma de cociente de inteligencia (la «edad mental» dividida entre la edad cronológica) puntajes sugeridos después de 1912 por el psicólogo German y William Stern. Terman eligió la categoría de nombres para los niveles de puntajes en la prueba de Stanford-Binet. Cuando eligió la primera categoría de niveles de puntuación, se basó en gran parte en autores que escribieron, antes de la existencia de las pruebas de IQ, sobre temas como individuos que no pueden valerse por sí mismos y ser independientes en su vida adulta. La primera versión de Terman sobre la prueba Stanford-Binet fue basada en estandarizar muestras que incluyeran solo gente blanca, sujetos nacidos en Estados Unidos, generalmente en los estados de California, Nevada y Oregón.
| Rango de IQ (radio IQ) | Clasificación de IQ                                                              |
| ---------------------- | -------------------------------------------------------------------------------- |
| superior a 140         | genio o cercano a genio                                                          |
| 120-140                | inteligencia muy superior                                                        |
| 110-120                | mayor al promedio                                                                |
| 90-110                 | inteligencia promedio                                                            |
| 80-90                  | opaco, rara vez se puede clasificar como debilidad mental                        |
| 70-80                  | deficiencia, a veces se clasifica como opaco, muy a menudo como debilidad mental |
| inferior a 70          | definitivamente debilidad mental                                                 |

Rudolph Pintner propuso una serie de términos para la clasificación del cociente intelectual (CI) en 1923 en su libro Intelligence testing: methods and results (‘pruebas de inteligencia: métodos y resultados’).
Pintner comenta que los psicólogos de su área, incluyendo a Terman, se basaron en «la medida de la habilidad general de un individuo sin esperar una definición psicológica adecuada».
Pintner estableció estos términos en la segunda edición de su libro en 1931.
| Rango de IQ (radio IQ) | Clasificación del IQ |
| ---------------------- | -------------------- |
| 130 y superior         | muy superior         |
| 120-129                | muy brillante        |
| 110-119                | brillante            |
| 90-109                 | normal               |
| 80-89                  | retrasado            |
| 70-79                  | deficiencia mental   |

Albert Julius Levine y Louis Marks propusieron una serie más amplia de categorías en su libro de 1928 Testing intelligence and achievement.
Algunas de las terminologías en la tabla provienen de términos contemporáneos de la clasificación de individuos con discapacidades mentales.
| Rango de IQ (radio IQ) | Clasificación de IQ         |
| ---------------------- | --------------------------- |
| 175 y superior         | precoz                      |
| 150-174                | muy superior                |
| 125-149                | superior                    |
| 115-124                | muy brillante               |
| 105-114                | brillante                   |
| 95-104                 | promedio                    |
| 85-94                  | matidez                     |
| 75-84                  | deficiente                  |
| 50-74                  | inferior                    |
| 25-49                  | muy inferior                |
| 0-24                   | significativamente inferior |

La segunda revisión (1937) de la escala de coeficiente intelectual Stanford-Binet test retained, pese a las críticas anteriores sobre su método de reportar las puntuaciones estándar de IQ.
El término «genio» dejó de ser utilizado en cualquier rango de puntuación de IQ.
La segunda revisión fue estandarizada solo en niños y adolescentes (no en adultos), y sólo en niños blancos nacidos en Estados Unidos.
| Rango de IQ    | Clasificación de IQ    |
| -------------- | ---------------------- |
| 140 y superior | muy superior           |
| 120-139        | superior               |
| 110-119        | arriba del promedio    |
| 90-109         | promedio o normal      |
| 80-89          | abajo del promedio     |
| 70-79          | deficiente             |
| menor que 60   | deficiente mentalmente |

Una tabla de datos publicada después como parte del manual de la tercera edición en 1960 de la prueba Stanford-Binet reporta distribuciones de puntajes igual a la segunda revisión de 1937.
| Rango de IQ | Porcentaje del grupo |
| ----------- | -------------------- |
| 160-169     | 0.03                 |
| 150-159     | 0.20                 |
| 140-149     | 1.10                 |
| 130-139     | 3.10                 |
| 120-129     | 8.20                 |
| 110-119     | 18.10                |
| 100-109     | 23.50                |
| 90-99       | 23.00                |
| 80-89       | 14.50                |
| 70-79       | 5.60                 |
| 60-69       | 2.00                 |
| 50-59       | 0.40                 |
| 40-49       | 0.20                 |
| 30-39       | 0.03                 |

David Wechsler, creador de la Escala Wechsler-Bellevue en 1939 (la cual después se convirtió en la «escala de inteligencia Wechser para adultos») popularizó el uso de la «desviación IQ» como puntuaciones estántar en las pruebas de IQ, más que el uso del «cociente de IQ» (la «edad mental» dividida por la edad cronológica) después utilizada en la prueba Stanford-Binet.
Él dedicó un capítulo completo de su libro The measurement of adult intelligence al tema de la clasificación del IQ proponiendo diferentes nombres de categorías de los que utilizó Lewis Terman. Wechsler también criticó a autores anteriores quienes publicaron tablas de clasificación de IQ sin especificar la prueba de IQ que habían utilizado para obtener los puntajes reportados.
| Rango de IQ «desviación IQ" | Clasificación    | Porcentaje incluido |
| --------------------------- | ---------------- | ------------------- |
| 128 y mayor                 | muy superior     | 2.2                 |
| 120-127                     | superior         | 6.7                 |
| 111-119                     | brillante normal | 16.1                |
| 91-110                      | promedio         | 50.0                |
| 80-90                       | matiz normal     | 16.1                |
| 66-79                       | deficiente       | 6.7                 |
| 65 y menor                  | defectuoso       | 2.2                 |

En 1958, Wechsler publicó otra edición de su libro Measurement and appraisal of adult intelligence. Revisó en su capítulo el tema de la clasificación del IQ y comentó que la «edad mental» no era una escala válida para evaluar la inteligencia en las pruebas de IQ.
Sigue utilizando los mismos términos de clasificación.
| Rango de IQ | Clasificación    | (Teóricamente) Porcentaje incluido |
| ----------- | ---------------- | ---------------------------------- |
| 128 y mayor | muy superior     | 2.2                                |
| 120-127     | superior         | 6.7                                |
| 111-119     | brillante normal | 16.1                               |
| 91-110      | promedio         | 50.0                               |
| 80-90       | matiz normal     | 16.1                               |
| 66-79       | deficiente       | 6.7                                |
| 65 y menor  | defectuoso       | 2.2                                |

La tercera revisión in 1960 de la Prueba de IQ Stanford-Binet utilizaba la desviación sugerida por David Wechsler. Comparando estrictamente los puntajes entre la segunda y la tercera versión de la Prueba Stanford-Binet test, el autor de la tabla de puntuaciones Samuel Pineal estableció que 100 puntos para el promedio estándar y 16 puntuación estándar para cada desviación estándar mayor o menor que ese nivel. La puntuación más alta obtenida de la tabla de puntajes (basada en las normas de 1930s) fue un IQ de 171 en varias edades cronológicas entre los 3 años y 6 meses (con un puntaje de «edad mental» de 6 años y 2 meses).
La clasificación de Stanford-Binet L-M no incluye términos como «excepcionalmente dotado» y «dotado». 
David Freides, al revisar la escala Stanford-Binet (tercera edición) en 1970 para Buros Seventh mental measurements yearbook (publicado en 1972), comentó que la prueba era obsoleta para ese año.
| Rango de IQ  | Clasificación          |
| ------------ | ---------------------- |
| 140 y mayor  | muy superior           |
| 120-139      | Superior               |
| 110-119      | arriba del promedio    |
| 90-109       | normal o promedio      |
| 80-89        | abajo del promedio     |
| 70-79        | levemente deficiente   |
| debajo de 60 | mentalmente deficiente |

La primera edición de la Prueba de Habilidades Cognitivas de Woodcock-Johnson fue publicada por Riverside en 1977. La clasificación utilizada fue «moderna para describir el desempeño y ofrecer un diagnóstico confiable"
| Puntaje de IQ  | Clasificación WJ-R Cog 1977 |
| -------------- | --------------------------- |
| 131 y superior | muy superior                |
| 121 to 130     | superior                    |
| 111 to 120     | arriba del promedio         |
| 90 to 110      | promedio                    |
| 80 to 89       | abajo del promedio          |
| 70 to 79       | bajo                        |
| 69 e inferior  | muy bajo                    |

La versión revisada de la Escala de Inteligencia para Adultos de Wechsler (WAIS-R) fue creada por David Wechsler y publicada por Psychological Corporation en 1981. Wechsler cambió unos cuantos límites de clasificación comparando con su versión de 1958. El manual de la prueba incluye información sobre cómo el porcentaje actual de las personas en la versión estándar cambia de varios niveles comparando con las explicaciones teóricas.
| Rango de IQ  | Clasificación       | Porcentaje actual | Porcentaje teórico |
| ------------ | ------------------- | ----------------- | ------------------ |
| 130+         | muy superior        | 2.6               | 2.2                |
| 120-129      | Superior            | 6.9               | 6.7                |
| 110-119      | arriba del promedio | 16.6              | 16.1               |
| 90-109       | promedio            | 49.1              | 50.0               |
| 80-89        | abajo del promedio  | 16.1              | 16.1               |
| 70-79        | deficiente          | 6.4               | 6.7                |
| menor que 70 | retraso mental      | 2.3               | 2.2                |

La Batería de Evaluación para niños de Kaufman (K-ABC) fue elaborada por Alan S. Kaufman y Nadeen L. Kaufman y publicada en 1983.
| Rango estándar | Categoría                   | Porcentaje de la muestra | Porcentaje teórico |
| -------------- | --------------------------- | ------------------------ | ------------------ |
| 130+           | extremo superior            | 2.3                      | 2.2                |
| 120-129        | muy por encima del promedio | 7.4                      | 6.7                |
| 110-119        | arriba del promedio         | 16.7                     | 16.1               |
| 90-109         | promedio                    | 49.5                     | 50.0               |
| 80-89          | abajo del promedio          | 16.1                     | 16.1               |
| 70-79          | muy por debajo del promedio | 6.1                      | 6.7                |
| menos que 70   | extremo inferior            | 2.1                      | 2.2                |

La cuarta revisión de la escala Stanford-Binet (S-B IV) fue elaborada por Thorndike, Hagen, y Sattler y publicada por Riverside Publishing en 1986. Sostiene la desviación de puntaje de la tercera revisión con esa desviación estándar definiendo una diferencia de 16 puntos. La prueba S-B IV adoptó una nueva clasificación.
| Rango de IQ    | Clasificación       |
| -------------- | ------------------- |
| 132 y superior | muy superior        |
| 121-131        | superior            |
| 111-120        | arriba del promedio |
| 89-110         | promedio            |
| 79-88          | abajo del promedio  |
| 68-78          | aprendizaje lento   |
| 67 e inferior  | retardo mental      |

La tercera edición de la Escala de Inteligencia para Adultos Wechsler (WAIS-III) utilizó diferente terminología de versiones anteriores de las pruebas de Wechsler.
| Rango de IQ | Clasificación       |
| ----------- | ------------------- |
| 130 y mayor | muy superior        |
| 120-129     | superior            |
| 110-119     | arriba de promedio  |
| 90-109      | promedio            |
| 80-89       | abajo del promedio  |
| 70-79       | deficiente          |
| 69 y menor  | extremadamente bajo |

## Clasificación de los individuos con bajo cociente intelectual
Los términos anteriores para clasificar individuos con poca inteligencia fueron términos establecidos médica o legalmente provenientes de pruebas de IQ.
El sistema legal reconocía el concepto de que algunas personas eran débiles cognitivamente, por lo que ellos no podían ser responsables de un comportamiento criminal. Los médicos en ocasiones encontraban pacientes adultos que no podían vivir independientemente, siendo incapaces de cuidar de sí mismos. Varios términos fueron utilizados para clasificar individuos con cierto grado de discapacidad intelectual. Muchos de los términos anteriores, ahora son considerados muy ofensivos.
En algunos diagnósticos médicos, el puntaje de IQ solo, no es suficiente para determinar que una persona tiene una discapacidad mental. Recientemente se adoptaron diagnósticos estándar para enfatizar el comportamiento de algunos individuos, siendo el IQ solamente un factor dentro del diagnóstico sumándole escalas de comportamiento, y no categorizando la discapacidad mental definida principalmente por el IQ.
Algunos psicólogos señalan que la evidencia de algunas pruebas de IQ deberían ser utilizadas siempre para la evaluación de la mente.
En los Estados Unidos, un mandato de la Suprema Corte en el caso Atkins v. Virginia, 536 U.S. 304 (2002) acusa de imponer la pena capital a las personas con retraso mental, que define en los casos posteriores, a las personas con puntuaciones de IQ por debajo de 70. Esta norma legal sigue siendo litigada activamente en casos de pena capital.

## Clasificación de individuos con un alto IQ

### Clasificación de IQ y genios
Francis Galton (1822-1911) fue el pionero en investigación de evaluación mental. En su libro Hereditary genius (‘genio hereditario’), escrito antes del desarrollo de las pruebas de IQ, propuso que existen influencias hereditarias fuertes en las personas dotadas, pero que son raras.
Lewis Terman eligió el término «casi genio» o «genio» como la clasificación para los puntajes más altos en su versión de 1916 de la prueba Stanford-Binet test.
Para 1926, Terman comenzó a publicar sobre un estudio en niños en edad escolar en California quienes eran referidos por sus maestros de acuerdo a su puntaje de IQ, llamados «Genéticamente Genios». Catherine M. Cox, colega de Terman, escribió un libro entero, The early mental traits of 300 geniuses, en el cual analiza biográficamente datos sobre genios a lo largo de la historia.
El estudio de Cox también habla sobre todo lo que importa y que va más allá del IQ.
Para 1937 la segunda revisión de la prueba Stanford-Binet, Terman deja de usar el término «genio» como una clasificación del IQ.
En 1939, Wechsler comentó específicamente que «no somos nadie para llamar a una persona genio simplemente basándonos en una prueba de inteligencia».
El estudio de Terman en California eventualmente proporcionó evidencia histórica relacionada con genios.
Muchos de sus pupilos fueron recomendados por sus maestros para la prueba. Dos de ellos ganaron el Premio Nobel de física, William Shockley,
y también Luis Walter Álvarez.
Basados en los descubrimientos históricos de Terman, de su estudio, ejemplos como Richard Feynman, quien obtuvo un IQ de 125 y ganó el Premio Nobel en física y ahora es conocido como genio.
para otros psicólogos el tener un puntaje de 125 o más no necesariamente significa que eres un genio.
Charles Spearman, teniendo en cuenta la influyente teoría que se originó de concebir la inteligencia como compuesto de un «factor general», así como «factores especiales» más específicos para determinadas tareas mentales, puede haber resumido la investigación de la mejor cuando escribió en 1927, «Todo normal, hombre, mujer y niño es, entonces, un genio en algo, así como un idiota en algo».

### Clasificación de IQ en superdotados
Un punto importante de consenso entre todos los estudiosos de la superdotación intelectual es que no existe una definición generalmente aceptada de la superdotación.
Aunque no existe un acuerdo académico sobre la identificación de estudiantes dotados, hay una dependencia de facto en las puntuaciones de IQ para la identificación de los participantes en los programas de educación dotados de la escuela. En la práctica, muchos distritos escolares en los Estados Unidos utilizan un IQ de 130, incluyendo cerca de la parte superior el 2 % o el 3 % de la población nacional, como punto de corte para la inclusión en los programas escolares dotados.
En 1937, Lewis Terman señaló que el error de estimación en el IQ de puntuación aumenta a medida que aumenta la puntuación del índice de inteligencia, por lo que hay menos y menos certeza acerca de la asignación de un evaluado.
Muchas pruebas de IQ también demuestran tener una serie de errores en sus escalas.
Como una realidad subyacente, distinciones tales como las que existen entre «superdotado» y «profundamente dotado» nunca han sido bien establecidos. Todos los estudios longitudinales de IQ han demostrado que los examinados pueden rebotar arriba y abajo en la puntuación, y por lo tanto cambiar de arriba abajo en orden de importancia en comparación con el uno al otro, a lo largo de la infancia.
La puntuación estándar más alta para la mayoría de las pruebas de IQ es el coeficiente intelectual de 160.
Las puntuaciones de IQ por encima de este nivel son dudosos.
Por otra parte, nunca ha habido ninguna validación de la Stanford-Binet L-M en poblaciones adultas, y no hay rastro de esa terminología en los escritos de Lewis Terman. Aunque dos pruebas actuales intentan proporcionar «normas extendidas» que permiten la clasificación de los diferentes niveles de la superdotación, esas normas no se basan en datos validados.